# Silene stojanovii
Silene stojanovii är en nejlikväxtart som beskrevs av Panov. Silene stojanovii ingår i släktet glimmar, och familjen nejlikväxter. Inga underarter finns listade i Catalogue of Life.